# Köyliö
Köyliö (Kjulo trong tiếng Thụy Điển) là một đô thị của Phần Lan.
Vị trí ở tỉnh của Tây Phần Lan thuộc vùng Satakunta. Đô thị này có dân số 2.953 người (năm 2003) và diện tích 259,36 km² trong đó có 13,11 km² là diện tích mặt nước. Mật độ dân số là 11.2 người trên mỗi km².
Dân đô thị này chỉ sử dụng tiếng Phần Lan
Người ta cho rằng, người nông dân tên Lalli đã giết chết giám mục Henry trên mặt băng của hồ Köyliö vào năm 1155 trước Công nguyên, trong cuộc Thập tự chinh lần đầu của Thụy Điển vào Phần Lan. Một bức tượng của Lalli đã được dựng lên ở Köyliö năm 1989.